# Nurikabe

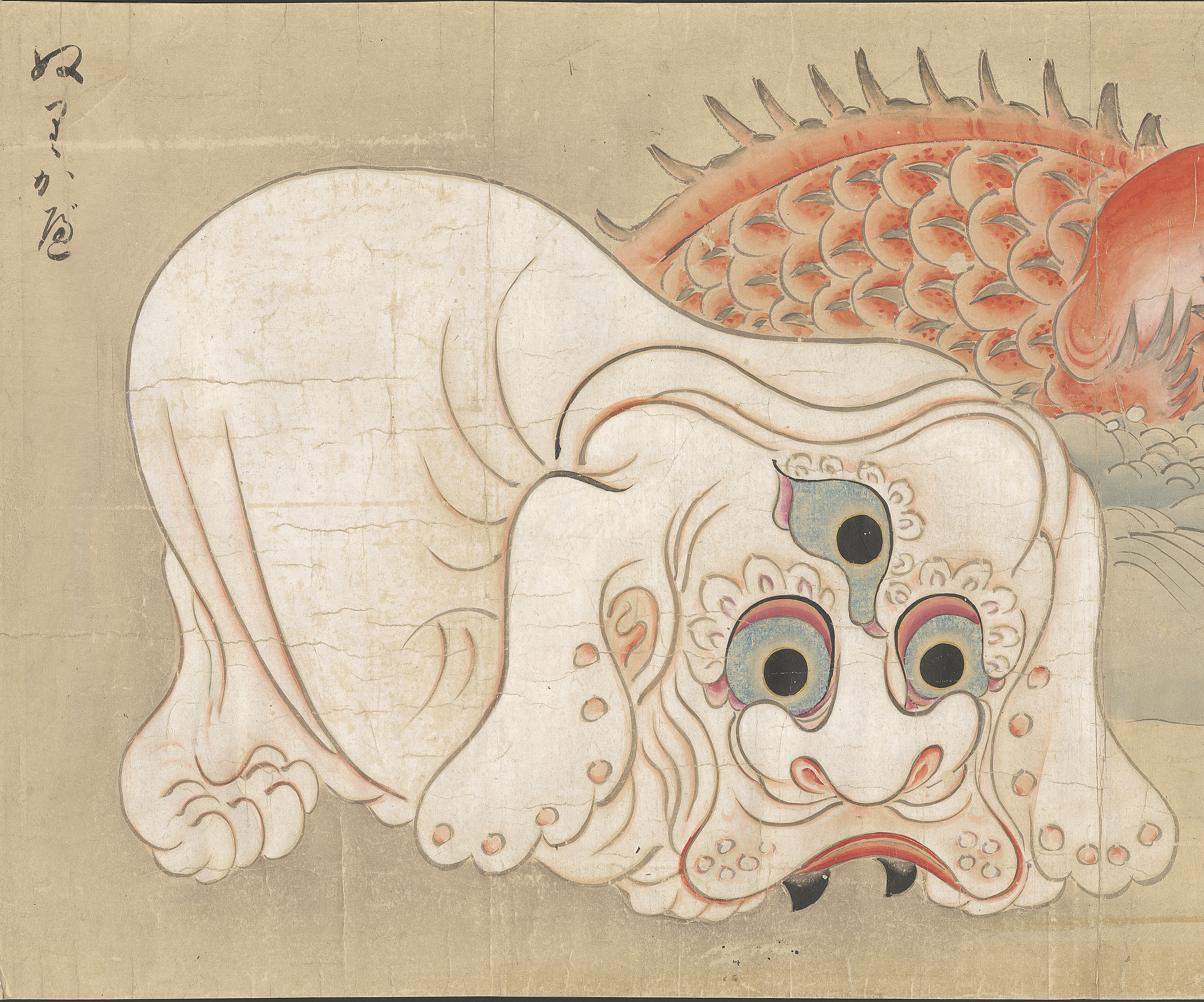
Nurikabe (ぬりかべ) de Bakemono no e (化物之繪, c. 1700), Harry F. Bruning Col·lecció de llibres i manuscrits japonesos, Col·leccions especials de L. Tom Perry, Biblioteca Harold B. Lee, Universitat Brigham Young.

Per al joc del mateix nom vegeu Nurikabe (joc).
El Nurikabe és un yokai (esperit japonès) invisible i amb forma de mur que apareix mentre algú camina 
barrant-li el pas.